# Tauragnas

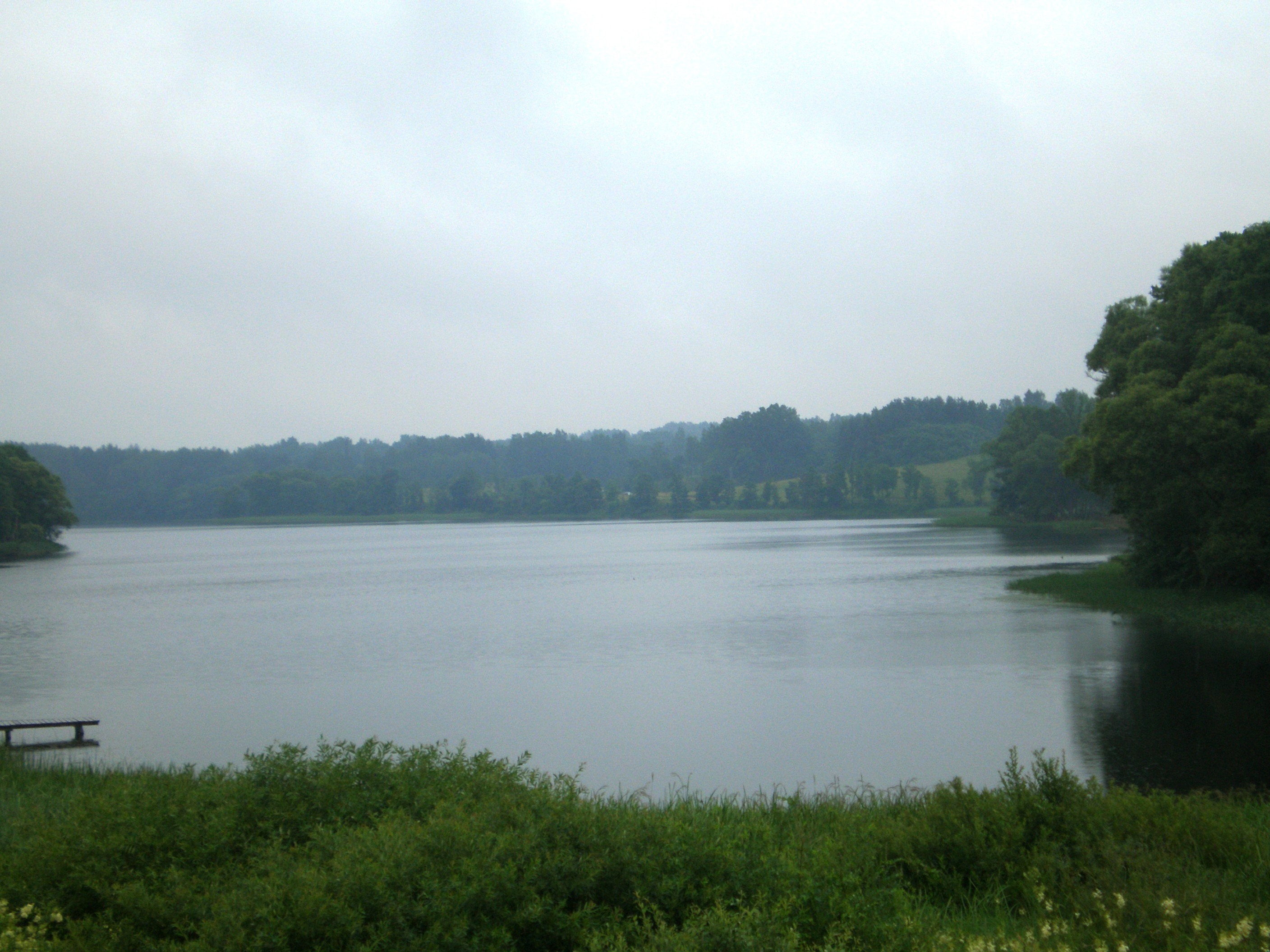
Der Tauragnas ist ein langgestreckter See im Bezirk Utena

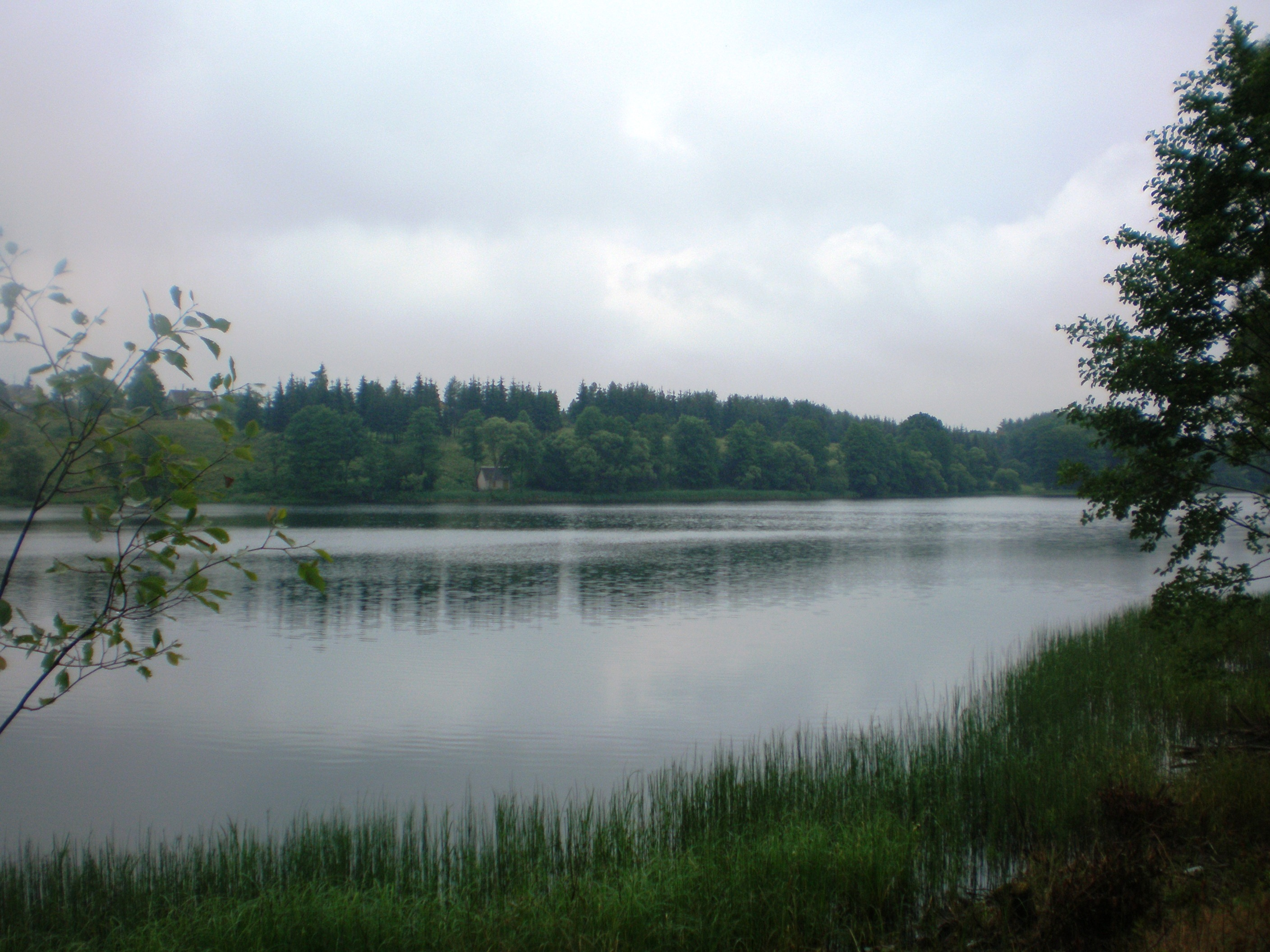
Der tiefste See Litauens ist seit 1974 Bestandteil des ältesten Nationalparks des Landes

Der Tauragnas in der Rajongemeinde Utena im Nordosten Litauens ist der tiefste und am höchsten über dem Meeresspiegel (165 m) gelegene See des Landes. Bei einer Länge von 9,5 km und einer durchschnittlichen Breite von 540 m erreicht er eine maximale Tiefe von 62,5 m. Im Durchschnitt füllen 95,6 Millionen m³ Wasser den glazialen Kanal mit einer Uferlänge von 25,6 km. 
Der Tauragnas liegt im Nordwesten des 1974 gegründeten Nationalparks Aukštaitija und um seinen Namen sowie um die der beiden anliegenden Siedlungen Tauragnai (2001, 602 Einwohner) und Taurapilis (2001, 27 Einwohner) rankt sich eine Entstehungslegende. 

## Legende
Der Herzog Rigimundas soll mit seinen Soldaten am See gelagert und die Zither gespielt haben, als zwei Auerochsen (litauisch Tauras) aus dem Wald traten, um dem Spiel zu lauschen. Rigimundas fragte sie nach einer geeigneten Stelle für den Bau einer Wohnstätte und die Auerochsen zeigten ihm einen Hügel am Seeufer. Dort erbaute der Fürst seine Burg, welche er Taurapilis nannte. 
Dem 1627 ausgestorbenen Wildrind verdanken in Litauen weitere Orte (Tauragė, Taurai, Taurakiemis, Tauralaukis) ihre Bezeichnungen.